# Lithocarpus pseudoxizangensis
Lithocarpus pseudoxizangensis är en bokväxtart som beskrevs av Zhe Kun Zhou och Hang Sun. Lithocarpus pseudoxizangensis ingår i släktet Lithocarpus och familjen bokväxter.
Artens utbredningsområde är Tibet. Inga underarter finns listade.